# 9월 학살

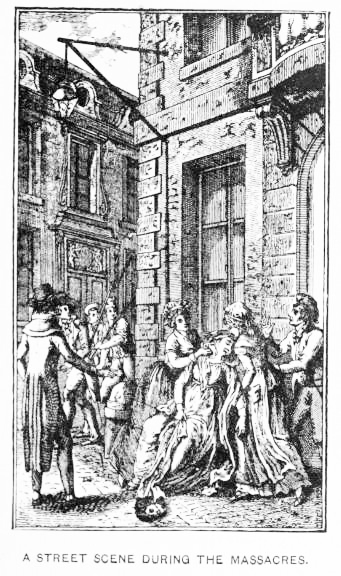
9월 학살

9월 학살(Massacres de Septembre )은 프랑스 혁명 기간인 1792년 9월 2일에서 며칠 간 진행된 파리의 감옥에서 일어난 학살 사건이다. 당시 살해된 사람 수는 1,300명에 이른다. 같은 시기 전국의 다른 도시에서도 일련의 사건이 일어나 150여 명의 희생자가 있었다.

## 개요

### 배경
1792년 8월 11일, 입법의회가 파리 코뮌의 압력에 의해 프랑스 전역의 반혁명 용의자의 체포를 허용했고, 8월 17일에는 이러한 범죄자들을 재판하는 "특별형사재판소"의 설치를 승인했다. 이렇게 해서 파리의 감옥은 반혁명주의자로 간주된 죄수로 만원을 이루었다. 8월 26일에 롱위가 프로이센군에 의해 공략되고, 파리 침공에 대한 위기감이 한층 높아졌다. 의용병을 모집했지만, 한편으로는 “감옥에 수감되어 있는 반혁명주의자들이 의용군의 출병 후 파리에 남은 가족을 학살할 것"이라는 풍문이 떠돌고 있었다.
“국왕파 망명자와 외국 군대가 혁명의 분쇄와 시민 학살을 노리고 있다. 내부에서 호응할 수도 있는 반혁명 용의자를 잡아라”. 이렇게 해서 8월 30일 파리 시내에서 압수 수색이 이뤄졌고, 약 3천명의 용의자가 체포되었다. 그러나 특별 중죄 재판소는 열리지 않았다.

### 발발

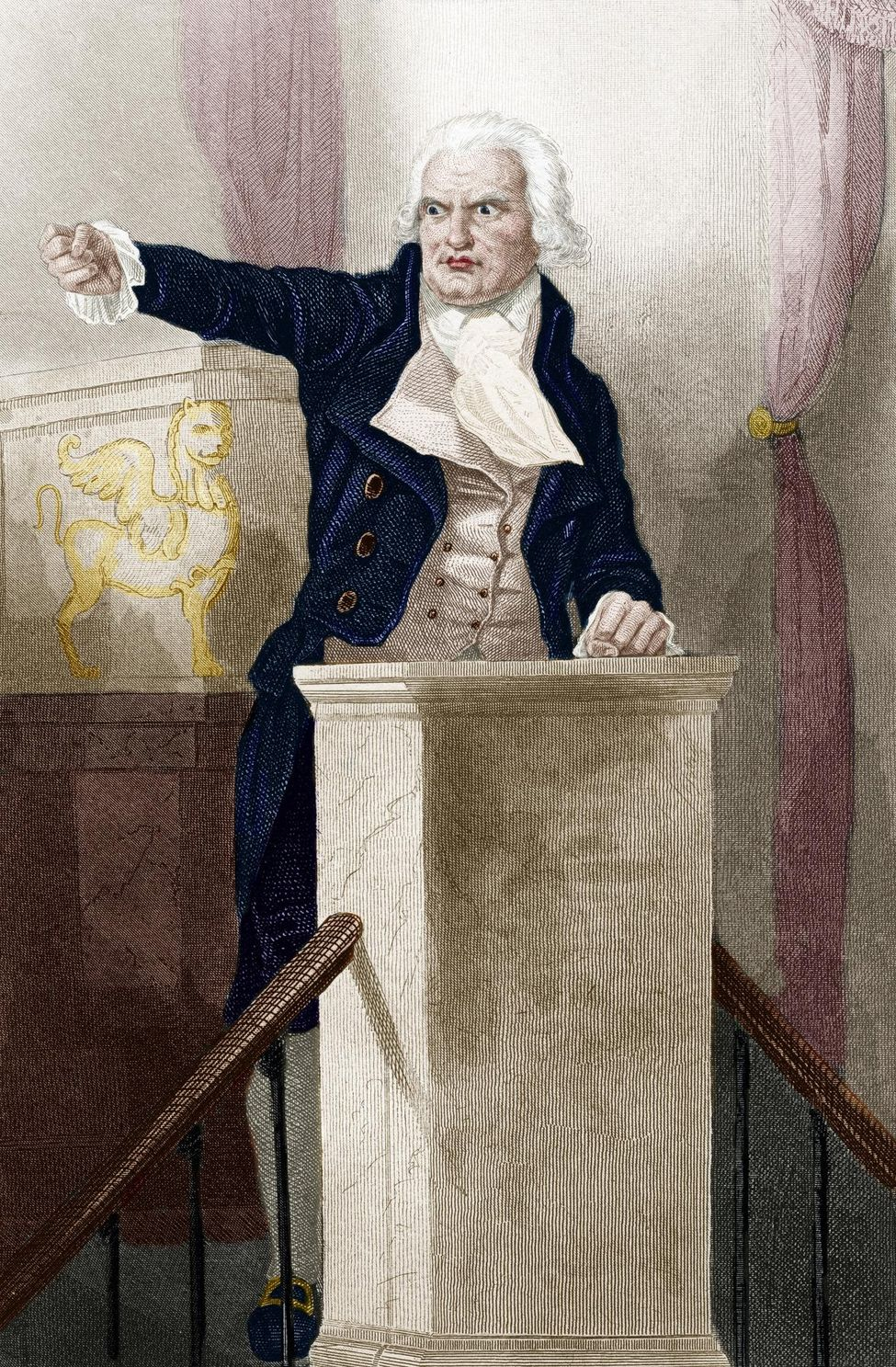
당통의 의회 연설

계기는 9월 2일 아침 혁명전쟁에서 오스트리아군이 베르덩 요새를 함락시키고, 그 패전소식이 파리에 충격을 가져왔을 때 당통이 연설한 내용이었다.
| “ | 모두가 흥분하고, 모두가 동요하고, .... 그것은 조국의 적을 공격하는 것이다. 적을 이기기 위해서는 대담하고, 더욱 대담하며, 항상 대담할 필요가 있다. 그러면 프랑스는 구원될 것이다! | ” |

이것은 공포 정치에 대한 공공연한 유도였다.
9월 2일 아침부터 반혁명파 사냥이 시작되었고, 파리 코뮌의 감시위원회는 모든 포로를 인민의 이름으로 재판할 것을 명령했다. 자치 단체는 경비를 강화하고, 경종을 울리며 시 문을 닫았다. 의용군 편성이 시작된다. 며칠 전부터 "암살자"가 모이고 있었다. 삼색 휘장을 붙인 빨간 모자를 쓰고, 주홍색 겉옷을 입은 그들은 충실하게 임무를 완수했다. “반혁명의 음모에 당하기 전에 처단하자!” 그리하여 그 날 오후, 민중에 의한 감옥의 습격이 시작되었다. 감옥은 차례차례로 습격당했으며, 죄수들은 닥치는대로 끌려 나왔다. 문답무용의 살인이나 약식 재판을 흉내 후 학살했다. 일련의 학살 행위는 감옥에서 "인민 법정"에서 즉결 재판의 형식으로 유죄 판결이 내려진 죄수는 살해되었고, 그 이외의 사람은 무죄로 석방하는 극단적인 형태로 이루어졌다.

### 희생자
당시 아베이와 카룸 다른 감옥에는 반혁명적인 성직자가 수용되어 있었다. 혁명 선서를 거부하고 붙잡혀 있던 성직자들도 있었지만, 정치에 관련되었다고 생각되는 사람은 많지 않았다. 흥분한 민중 무리가 먼저 아베이 감옥에 몰려가 수용되어 있던 23명의 성직자를 살해하고, 이어 카룸 감옥에 다니면서 150명의 성직자의 대부분을 살해했다.
학살은 며칠동안 계속되었다. 마리 앙투아네트와 운명을 함께하기 위해 귀국하여 체포된 랑발르 공작 부인도 비참하게 죽었다. 군중은 그녀의 시체에서 옷을 벗겨내 신체를 절단하고 유린했다. 어떤 무리는 창 끝으로 그녀의 머리를 찔러 탕플 탑 앞에서 왕비에게 보여주며 시위를 했다.
이 학살의 결과 파리의 감옥은 비게 되었다. 몇 일간의 폭력으로 희생된 사람은 추계 1,100명에서 1,400명이었다. 희생자 가운데 원래 살해 대상이었던 반혁명 정치범은 전체의 4분의 1에 불과했다. 또한 비슷한 학살이 전후하여 각지의 도시에서도 일어났다. 그 희생자의 총계는 14,000에서 16,000에 이른다고 추정되고 있다.

## 학살사건의 주도자
당시 이 사건을 실질적으로 주도한 것은 파리 코뮌이었다. 그러나 당시 파리 코뮌의 리더는 코뮌을 대표하여 법무장관으로 임시정부에 입각한 당통이었다. 당시 당통은 자코뱅 클럽 좌파로서 로베스피에르와 단짝이었고 코뮌에 신설된 감시위원회의 실력자 마라도 그와 같은 편이였다. 당통은 이 학살사건을 방조하였을 뿐만 아니라 직접적으로 개입하였을 것으로 보이는데, 사건 이후 당통이 미리 작성한 명부에 따라 감옥에서 즉결처분이 이루어졌다는 기록도 발견되었다.
당통이 생각하기에 학살의 목적은 적군의 공모자들을 떨게 만드는 것 뿐 만 아니라 반대세력인 지롱드파를 약화시키는데 있었다고 할 수 있다.
롤랑 부인에 의하면 당통은 “나는 수감자들에게는 전혀 신경을 쓰지 않소. 그들 힘으로 버텨 나가게 내버려 두시오”라고 말했다고 한다.

## 같이 보기
- 프랑스 혁명

## 참고 서적
- 찰스 디킨즈, A Tale of Two Cities, Holt Rinehart and Winston, Austin, 1859.
- Hibbert, Christopher, The Days of the French Revolution, William Morrow, New York, 1980.
- Schama, Simon, Citizens: A Chronicle of the French Revolution, Alfred A. Knopf, New York, 1992.
- 알베르 마티에 (김종철 역), 프랑스혁명사(상). 창작과비평사, 서울, 1983